# Comté de Franklin (Indiana)
Pour les articles homonymes, voir Comté de Franklin.
Le comté de Franklin (anglais : Franklin County) est un comté de l'État de l'Indiana, aux États-Unis. Il comptait 22 151 habitants en 2000. Son siège est Brookville.

## Personnalités liées au comté
- Ida Husted Harper